# Johanna-Maria Fritz
Johanna-Maria Fritz (* 15. April 1994 in Malsch bei Karlsruhe) ist eine deutsche Fotografin.

## Leben
Johanna Maria Fritz studierte bis 2015 an der Ostkreuzschule für Fotografie und ist seit 2019 Mitglied der Berliner Fotografenagentur Ostkreuz. Sie arbeitet für viele nationale und internationale Zeitungen und Zeitschriften wie Die Zeit, Tagesspiegel, Neues Deutschland, National Geographic, Le Monde, Der Spiegel, taz, FAZ, NZZ, SZ-Magazin, Politiken und GEO und hat weltweit in Ländern wie Australien, Frankreich, Deutschland, China und den USA ausgestellt.

## Auszeichnungen (Auswahl)
- 2017: Time: Women in Photography: 34 Voices From Around the World[4][1]
- 2024: Stern-Preis in der Kategorie "Fotogeschichte des Jahres" für "Grabenkampf" in der Zeit[5][6]